# Việt Thuận
Việt Thuận là một xã cũ thuộc huyện Vũ Thư, tỉnh Thái Bình, Việt Nam.

## Vị trí địa lý
xã Việt Thuận - huyện Vũ Thư là 1 xã nằm sát sông Hồng thuộc vùng đồng bằng châu thổ sông Hồng cách trung tâm thành phố Thái Bình khoảng 6 km.
• Phía Đông giáp với xã Vũ Vân và xã Vũ Vinh.
• Phía Tây giáp xã Vũ Đoài.
• Phía Nam giáp sông Hồng bên kia sông là xã Xuân Châu-huyện Xuân Trường-tỉnh Nam Định.
• Phía Bắc giáp xã Vũ Hội.

## Lịch sử
Theo Nghị quyết số 1666/NQ-UBTVQH15 ra tháng 6 năm 2025, sáp nhập tỉnh Thái Bình vào tỉnh Hưng Yên, giải thể đơn vị hành chính cấp huyện là Vũ Thư. Thành lập xã Thư Vũ trên cơ sở hợp nhất diện tích tự nhiên và dân số các xã của huyện này là Việt Thuận, Vũ Hội, Vũ Vinh và Vũ Vân.